# Dawid Malan
Dawid Johannes Malan (* 3. September 1987 in London) ist ein englischer Cricketspieler, der zwischen 2011 und 2023 für die englische Nationalmannschaft spielte.

## Kindheit und Ausbildung
Der Vater von Malan spielte selbst First-Class-Cricket in Südafrika. Geboren im Londoner Stadtteil Roehampton, wuchs er in Südafrika auf. Dort besuchte er zusammen mit seinem Bruder die Paarl Boys’ High School.

## Aktive Karriere

### Anfänge in der Nationalmannschaft
Sein First-Class-Debüt gab er für Boland in der South African Airways Provincial Three-Day Challenge 2005/06. Im Sommer 2006 spielte er dann in England für Middlesex und verblieb danach in seinem Geburtsland. Mit Middlesex gewann er den Twenty20 Cup 2008. In den folgenden Jahren etablierte er sich als feste Größe für den Verein. Im Dezember konnte er sich bei einer Tour der English Lions in den Vereinigten Arabischen Emiraten hervortun und empfahl sich so für das Nationalteam. Im Sommer 2016 wurde er zum Kapitän von Middlesex ernannt. Im Juni 2016 wurde er erstmals bei der Tour gegen Sri Lanka in den Kader der Nationalmannschaft berufen, kam jedoch nicht zum Einsatz. Im folgenden Winter spielte er für die Barisal Bulls in der Bangladesh Premier League 2016/17 (Cricket) und für die Peshawar Zalmi in der Pakistan Super League 2016/17. Nach weiteren guten Leistungen für die Lions im Sommer wurde er von den Selektoren abermals ins Nationalteam berufen.
Sein Debüt in der Nationalmannschaft gab er in der Twenty20-Serie bei der Tour gegen Südafrika. Dabei erzielte er ein Fifty über 78 Runs und sicherte mit dieser Leistung die Serie, wofür er als Spieler des Spiels ausgezeichnet wurde. Daraufhin wurde er für die Test-Serie der Tour nominiert und gab auch in diesem Format sein Debüt. Im Test-Team verblieb er dann auch vorerst und erreichte dabei gegen die West Indies im August zwei Fifties (65 und 61 Runs). Mit dieser Leistung fand er dann einen Platz im Kader für die Ashes Tour 2017/18 in Australien. Nachdem er im ersten Test ein Fifty über 56 Runs erzielt hatte, gelang ihm im dritten Test im ersten Innings sein erstes Test-Century über 140 Runs aus 227 Bällen. Im zweiten Innings des Spiels folgte dann noch ein weiteres Fifty über 54 Runs, was jedoch nicht zum Vermeiden der Innings-Niederlage ausreichte. Im abschließenden fünften Test folgte dann noch einmal ein Fifty über 62 Runs. Es folgte ein Drei-Nationen-Turnier in Australien und Neuseeland. Gegen Australien erreichte er zunächst ein Fifty über 50 Runs. In den Spielen in Neuseeland erzielte er dann zwei weitere Half-Centuries (59 und 53 Runs). In den Tests in Neuseeland gelang ihm dann noch ein Fifty (53 Runs). Aber nachdem er im Sommer gegen Pakistan und Indien nicht überzeugen konnte, fiel er zunächst aus dem Kader.

### Comeback und Gewinn des T20 World Cups
Nachdem er zu Beginn des Sommers 2019 in der County Championship 2019 überzeugen konnte, gab er sein Debüt im ODI-Cricket in Irland. Zum Ende der Saison verließ er Middlesex und wechselte zu Yorkshire. Im November erhielt er dann eine erneute Chance im Twenty20-Team in Neuseeland. Dabei erzielte er ein Fifty (55 Runs) und ein Century über 103* Runs aus 51 Bällen, wofür er als Spieler des Spiels ausgezeichnet wurde. Somit verblieb er dann erst mal in dem Team. Im August 2020 erreichte er gegen Pakistan 54* Runs und im September gegen Australien 66. Daraufhin war er der beste Twenty20-Batter in den Weltranglisten des Weltverbandes. Auch erhielt er einen Vertrag mit den Hobart Hurricanes in der Big Bash League 2020/21. Im November erzielte er in Südafrika zwei weitere Fifties (55 und 99* Runs), wofür er in beiden Spielen als Spieler des Spiels und letztendlich der Serie ausgezeichnet wurde. Im März 2021 kehrte er in Indien dann auch wieder ins ODI-Team (50 Runs) zurück und erzielte dort, ebenso wie in den Twenty20s (68 Runs) jeweils ein Fifties. Den Sommer 2021 begann er mit einem Half-Century in der Twenty20-Serie gegen Sri Lanka (76 Runs) und einem Fifty über 68* Runs in der ODI-Serie. Auch war er Teil des Teams in der Test-Serie gegen Indien und erzielte dort 70 Runs. Auch wurde er für den ICC Men’s T20 World Cup 2021 nominiert, wobei seine beste Leistung 41 Runs im Halbfinale gegen Neuseeland waren, was jedoch nicht zum Finaleinzug ausreichte.
Nach dem Turnier absolvierte er die Ashes-Series in Australien, wobei ihm zwei Fifties (82 und 80 Runs) gelangen. Jedoch wurde er nach der insgesamt enttäuschenden Tour aus dem Test-Kader gestrichen. Im Sommer 2022 erzielte er in der ODI-Serie in den Niederlanden ein Century über 125 Runs aus 109 Bällen. Dem folgte eine Twenty20-Serie gegen Indien, wobei er 77 Runs erzielte. In der Vorbereitung zur Weltmeisterschaft konnte er dann ein Fifty über 78* Runs in Pakistan und über 82 Runs in Australien erreichen und wurde dafür jeweils als Spieler des Spiels ausgezeichnet. Beim ICC Men’s T20 World Cup 2022 erzielte er bei der Niederlage gegen Irland. Im letzten Super-12-Runde gegen Sri Lanka zog er sich eine Leistenverletzung zu und konnte so nicht weiter am Turnier teilnehmen in dem England letztendlich den Titel holte. Nach dem Turnier erzielte er in der ODI-Serie in Australien ein Century über 134 Runs aus 128 Bällen und wurde als Spieler des Spiels ausgezeichnet.

### Karriereende
Zu Beginn des Jahres folgte ein Fifty (59 Runs) und Century über 118 Runs aus 114 Bällen in den ODIs in Südafrika. Im März folgte in Bangladesch ein Century über 114* Runs aus 145 Bällen in den ODIs und ein Fifty (53 Runs) in der Twenty20-Serie. Im August kam Neuseeland nach England, wo er zunächst in den Twenty20s ein Fifty (54 Runs) erreichte. In der ODI-Serie begann er dann mit zwei Fifties (54 und 96 Runs) und konnte im letzten Spiel ein Century über 127 Runs aus 114 Bällen erreichen. Dafür wurde er als Spieler der Serie ausgezeichnet. Daraufhin reiste er mit dem Team zum Cricket World Cup 2023 in Indien. Gegen Bangladesch begann er dort mit einem Century über 140 Runs aus 107 Bällen, wofür er ausgezeichnet wurde. Im weiteren Turnierverlauf folgten gegen Australien (50 Runs) und die Niederlande (87 Runs) je ein Fifty. Jedoch reichte dieses nicht für den Halbfinaleinzug. In der Folge fand er dann keine Berücksichtigung mehr im Nationalkader und trat im August 2024 vom internationalen Cricket zurück. Er bestritt in der Folge noch weitere Auftritte in Twenty20-Ligen.